# Yunquenus portoricanus
Yunquenus portoricanus – gatunek kosarza z podrzędu Laniatores i rodziny Agoristenidae. Jedyny znany przedstawiciel monotypowego rodzaju Yunquenus.

## Występowanie
Gatunek jest endemiczny dla Portoryko.